# Indigofera eremophila
Indigofera eremophila är en ärtväxtart som beskrevs av Mats Thulin. Indigofera eremophila ingår i släktet indigosläktet, och familjen ärtväxter. Inga underarter finns listade i Catalogue of Life.